# Theodor Brorsen

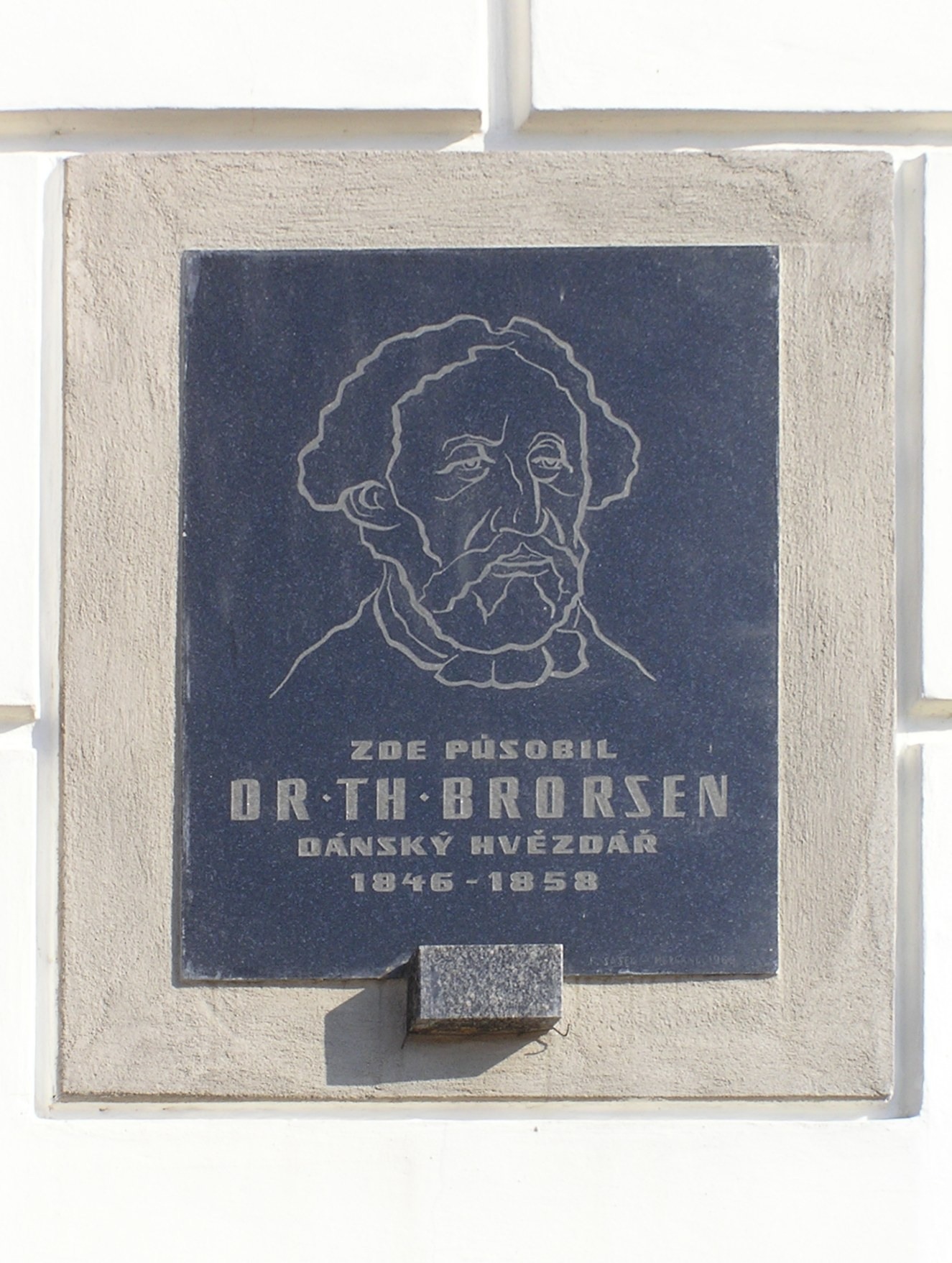
Tablica pamiątkowa na zamku w Žamberku

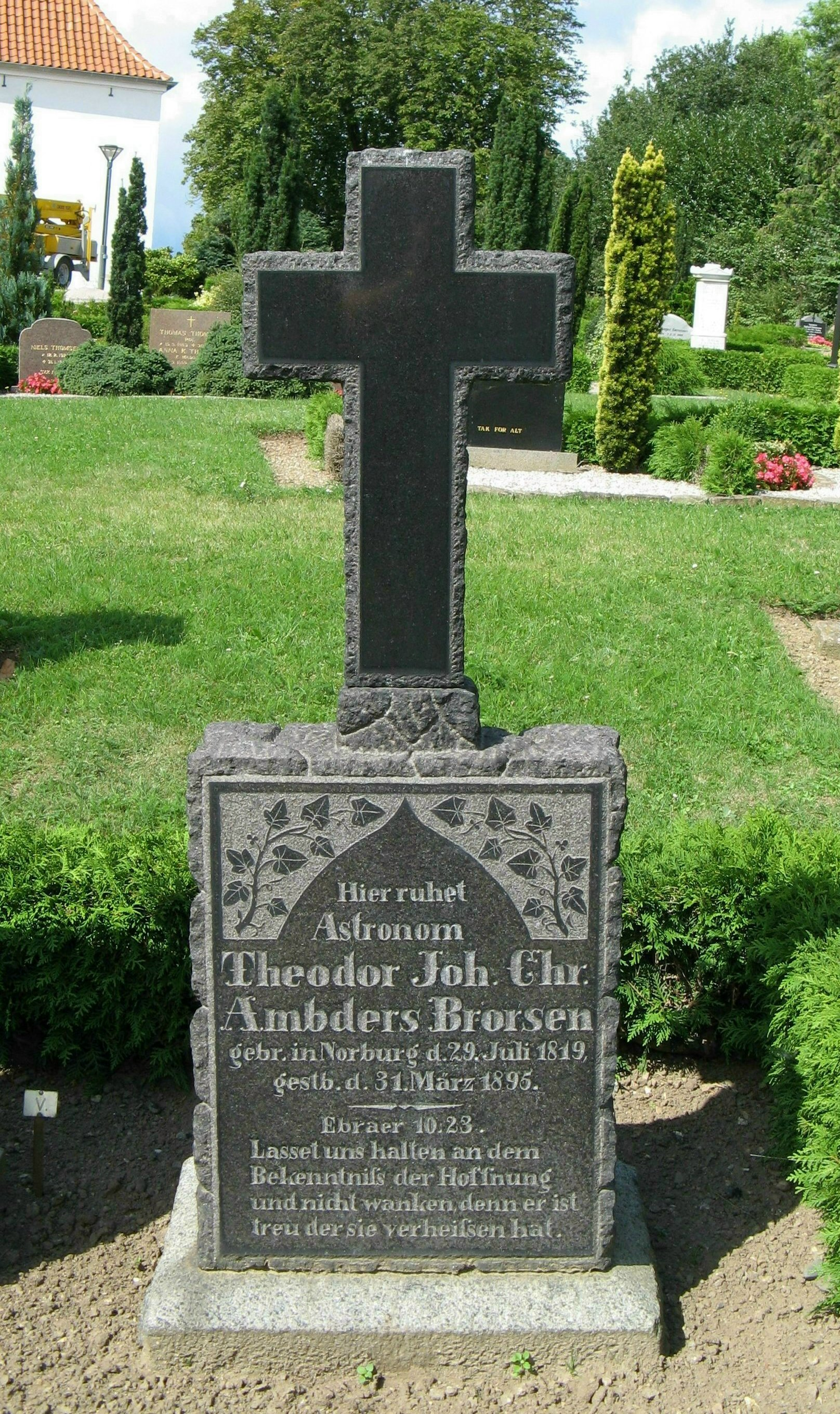
Grób na cmentarzu w Nordborg

Theodor Johann Christian Ambders Brorsen (ur. 29 lipca 1819 w Nordborgu, zm. 31 marca 1895 tamże) – duński astronom.

## Życiorys
Uczęszczał do szkoły prowadzonej przez braci morawskich w Christiansfeldzie, a następnie do łacińskiej szkoły we Flensburgu. Studiował prawo w Kilonii, Berlinie i Heidelbergu. W 1844 roku zdecydował się na studia astronomiczne w Kilonii.
Pracował w obserwatoriach w Kilonii (1846) i Altonie (obecnie część Hamburga, 1847). W późniejszym czasie przyjął ofertę barona Johna Parisha von Senftenberg, który zatrudnił go w swoim prywatnym obserwatorium w Senftenbergu (obecnie Žamberk w Czechach).
W 1870 powrócił do Nordborga, który był już wówczas pruskim miastem, zajmował się w tym czasie meteorologią oraz botaniką.
W czasie prowadzenia obserwacji astronomicznych odkrył pięć komet (1846 III, 1846 VII, 1847 V, 1851 III i 1851 IV), dwie z nich 5D/Brorsen oraz 23P/Brorsen-Metcalf (ponownie zaobserwowana przez Joela Hastingsa Metcalfa w 1919 roku) zostały nazwane jego imieniem. Odkrył także jeden obiekt, który znalazł się w katalogu New General Catalogue – gromadę kulistą NGC 6539 w 1856 roku.
Jego imieniem została nazwana również planetoida (3979) Brorsen.